# Wuppertaler SV
Wuppertaler Sport-Verein e.V. é uma agremiação esportiva, fundada a 8 de julho de 1954, sediada em Wuppertal, na Renânia do Norte-Vestfália. Manda seus jogos no Zoo-Stadion, com capacidade para 28.000 espectadores.
Foi inicialmente concebido como Wuppertal Sport Verein, formado em 1954, da fusão entre TSG Vohwinkel e SSV Wuppertal. Sucessivamente o clube mudou de denominação, assumindo a atual. A equipe de futebol faz parte de uma sociedade esportiva que inclui boxe, ginástica, handebol e atletismo.

## História

### Os primeiros anos do TSV e do SSV

Wuppertal e Vorwinkel

O TSV é ativo como clube de ginástica desde 1880 enquanto as origens do SSV, criado como sport club para jogos invernais, em 1904. Inicialmente ficou conhecido como Bergischer Wintersport-und SV 04 Elberfeld, mas desde 1905 começou a se fazer conhecer como SSV Elberfeld. Este último tomou parte das primeiras disputas das eliminatórias nacionais na temporada 1930-1931, posteriormente passou a integrar a Gauliga Niederrhein, uma das dezesseis máximas divisões criadas pelo Regime Nazista, por duas temporadas, 1936-1937 e 1937-1938. No ano seguinte a equipe foi rebatizada SSV 04 Wuppertal e permaneceu na Gauliga até ser rebaixada em 1940. Retornou à máxima série no ano seguinte e conquistou um terceiro lugar final. Infelizmente o time teve que abandonar a Gauliga na temporada 1942-1943.

### O pós-guerra e a fusão
Após a Segunda Guerra Mundial, o TSG Vorwinkel se tornou a equipe mais forte entre as duas. Conquistou a Oberliga West, naquele tempo a primeira divisão, e permaneceu no mesmo módulo até 1950 quando ficou na décima-quarta colocação e acabou sofrendo o descenso.
Ambos os times se encontravam no início dos anos 1950 na 2. Oberliga West. O SSV vinha sob o comando de Fritz Szepan, estrela do Schalke 04, quando este dominava a cena futebolística alemã, entre a metade dos anos 1930 e metade dos anos 1940. Em 1954 os dois times finalmente se uniram para criar o Wuppertal SV, e na temporada 1954-1955, conquistou o campeonato da segunda série, sendo promovido à máxima divisão. O retorno do Wuppertal à Oberliga foi um pouco decepcionante. Embora houvesse a presença de duas estrelas como o alemão Horst Szymaniak e o austríaco Erich Probst, o clube se posicionou sempre na segunda metade da tábua de classificação até cair para a segunda divisão em 1958.
O WSC fez o seu retorno à Oberliga na temporada 1962-1963, o último campeonato antes da criação da Bundesliga. O time fez uma péssima campanha, mas não se pode dizer o mesmo em relação à Copa da Alemanha, na qual chegou às semifinais e foram derrotados pelo futuro campeão Hamburgo por 1 a 0, conseguindo inclusive um recorde de presença de público em seu estádio, 40.000 pessoas.

### A chegada à Bundesliga
No ano seguinte o clube foi inserido na Regionalliga West, uma das cinco chaves da segunda divisão do novo campeonato alemão. O Wuppertal ofereceu uma boa apresentação alcançando o segundo lugar da chave, atrás do Alemannia Aachen. A equipe permaneceu plenamente competitiva por todo o resto dos anos 1960 e, em 1972, venceu a chave, se classificando para os play-offs válidos para a promoção. Nos play-offs o time deixou para trás as outras cinco equipes pretendentes, vencendo todas as oito partidas da tabela. Algo nunca ocorrido naqueles últimos 11 anos.
Os leões jogaram três temporadas na Bundesliga e a melhor delas foi certamente a primeira. Nenhuma equipe podia competir pelo título contra o Bayern de Munique, mas o WSV conseguiu permanecer por cinco semanas na segunda posição, para depois terminar em quarto. Um resultado surpreendente dado que somente outras duas equipes recém-promovidas conseguiram algo melhor. Graças ao quarto lugar conquistado, o Wuppertal se qualificou para a Taça UEFA, na qual foi eliminado na primeira fase pelos poloneses do 
Ruch Chorzów (1 a 4; 5 a 4).

Borussia Wuppertal

O time na temporada seguinte, porém, se salvou do rebaixamento apenas por conta do melhor saldo de gols. Mas foi na temporada 1974-1975 que a equipe fez uma campanha desastrosa terminando, com efeito, no último lugar com somente 12 pontos. Somente o Tasmania 1900 Berlin fez pior, terminando a temporada 1965-1966 com 8 pontos. A única satisfação foi a vitória por 3 a 1 contra os matadores da Europa, o Bayern de Munique.

### De 1975 aos dias atuais
Após a aventura na Bundesliga, o Wuppertal militou por quatro temporadas na Zweite Bundesliga antes de jogar uma dúzia de temporadas na Amateur Oberliga Nordrhein . Após uma série de ótimas apresentações, o time finalmente conseguiu o acesso, jogando por duas temporadas 1993-1994 na segunda divisão até descer novamente à Regionalliga.
O clube chegou à bancarrota, em 1998, e no ano seguinte foi rebaixado à Oberliga Nordrhein (IV). Em 2003, porém, foi promovido à Regionalliga, série na qual ainda milita.
Em 2004, se fundiu com o Borussia Wuppertal, se tornando se fato o Wuppertaler SV Borussia, e adotou como cores o vermelho e o azul, além do escudo mais velho com as iniciais SWV. O time chegaria à terceira divisão, na temporada 2008-2009, mas na temporada seguinte acabou em último e voltou à Regionalliga West (IV), na qual ficou na oitava colocação na temporada 2010-2011.

## Cronologia recente
| Year      | Division                | Position                                         |
| 1999–2000 | Oberliga Nordrhein (IV) | 1ª (Não promovido por conta de mudanças na liga) |
| 2000–01   | Oberliga Nordrhein      | 2ª                                               |
| 2001–02   | Oberliga Nordrhein      | 2ª                                               |
| 2002–03   | Oberliga Nordrhein      | 1ª (promovido)                                   |
| 2003–04   | Regionalliga Nord (III) | 4ª                                               |
| 2004–05   | Regionalliga Nord       | 5ª                                               |
| 2005–06   | Regionalliga Nord       | 8ª                                               |
| 2006–07   | Regionalliga Nord       | 5ª                                               |
| 2007–08   | Regionalliga Nord       | 6ª                                               |
| 2008–09   | 3ª Liga (III)           | 14ª                                              |
| 2009–10   | 3ª Liga                 | 20ª (rebaixado)                                  |
| 2010–11   | Regionalliga West (IV)  | 8ª                                               |
| 2011-12   | Regionalliga West       | 5ª                                               |

## Títulos
- Oberliga Nordrhein: 4: 1990, 1992, 2000, 2003;
- Niederrheinpokal (North Rhine Cup) Vencedor: 1999, 2000, 2005, 2007;